# Little Women: NY
Little Women: NY es una serie de televisión de realidad estadounidense que se emitió el 25 de marzo de 2015 y concluyó el 15 de junio de 2016, en Lifetime. Es la serie derivada de Little Women: LA. La serie narra la vida de un grupo de mujeres pequeñas que viven en la ciudad de Nueva York. La segunda temporada de Little Woman: NY se estrenó el 4 de mayo de 2016. El 7 de marzo de 2017 la serie fue cancelada debido a las bajas audiencias.

## Reparto
Jessica Capri y Katie Snyder reemplazaron a Misty Irwin, Jordanna James y Kristin Zettlemoyer.
| Miembros            | Temporadas | Temporadas |
| Miembros            | 1          | 2          |
| ------------------- | ---------- | ---------- |
| Jason Perez         | Principal  | Principal  |
| Jazmin Lang         | Principal  | Principal  |
| Dawn Lang           | Principal  | Principal  |
| Lila Call           | Principal  | Principal  |
| Jordanna James      | Principal  |            |
| Kristin Zettlemoyer | Principal  |            |
| Misty Irwin         | Principal  |            |
| Jessica Capri       |            | Principal  |
| Katie Snyder        |            | Principal  |

## Episodios
| Temporada | Temporada | Episodios | Episodios | Emisión original    | Emisión original    |
| Temporada | Temporada | Episodios | Episodios | Primera emisión     | Última emisión      |
| --------- | --------- | --------- | --------- | ------------------- | ------------------- |
|           | 1         | 10        | 10        | 24 de marzo de 2015 | 27 de mayo de 2015  |
|           | 2         | 7         | 7         | 4 de mayo de 2016   | 15 de junio de 2016 |